# HMS Styrbjörn (52)
HMS Styrbjörn (52) var en minsvepare i svenska flottan och namngivare till Styrbjörn-klassen. Hon var från början ett norskt valfångstfartyg under namnet Klo. Hon köptes av Marinförvaltningen 1935 tillsammans med systerfartyget HMS Starkodder (f.d. Graham) och iordningställdes för minsvepning och ubåtsjakt i svenska flottan. Hon ingick i Göteborgs Eskader tillsammans med pansarskeppet HMS Manligheten, jagarna HMS Wrangel och HMS Wachtmeister, ubåtarna HMS Hajen, HMS Sälen och HMS Valrossen.
Efter utrangeringen såldes hon som bogserbåt 1961 till W Andersson & Co i Holmsund och döptes då om till Björn. Hon skrotades i Ystad 1973.